# Adaghas
Adaghas (en àrab ادغاس, Adaḡās; en amazic ⴰⴷⴰⵖⴰⵙ) és una comuna rural de la província d'Essaouira, a la regió de Marràqueix-Safi, al Marroc. Segons el cens de 2014 tenia una població total de 2.825 persones.